# Kupieren

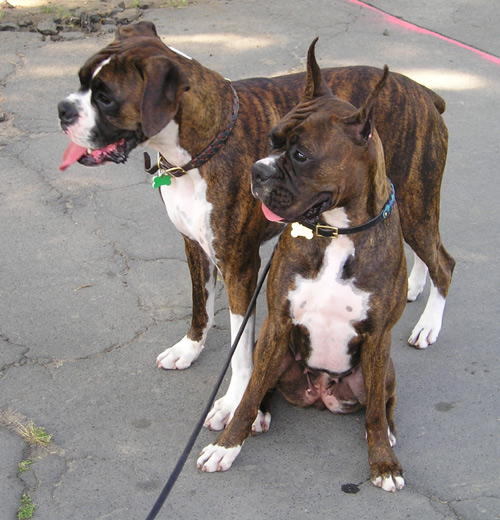
Vordergrund: ohrkupierter Boxer, Hintergrund: schwanzkupierter Boxer

Unter Kupieren (französisch couper ‚abschneiden‘) versteht man das operative Entfernen (Amputation) von einigen Schwanzwirbeln bei Pferden und Hunden, das Kürzen des Schwanzes bei Schafen und Schweinen, die modebedingte Verkleinerung von Ohren bei Hunden und das Verstümmeln von Schnäbeln beim Geflügel. Angeborene Verkürzungen des Schwanzes fallen hingegen nicht unter den Begriff und werden als Brachyurie bezeichnet.

## Hunde

### Rechtliche Bestimmungen
In einem Teil der Länder Europas ist das Kupieren bei Hunden mittlerweile verboten, in der Schweiz seit 1981 (Ohren) und 1997 (Schwanz), in Deutschland seit 1987 (Ohren) und 1998 (Schwanz), in Österreich seit 2000. Ausnahmen sind Amputationen aus medizinischer Indikation (z. B. Tumoren, Schwanzabriss) oder in Deutschland bei jagdlicher Nutzung nach § 6 Tierschutzgesetz. Dieses Kupierverbot gilt auch dann, wenn der Eingriff in den Ländern durchgeführt wird, wo dies noch erlaubt ist. In die Schweiz, nach Österreich und in einige andere europäische Länder dürfen kupierte Hunde nicht mehr eingeführt werden (Ausnahmen sind Kurzbesuche von Ausländern, ein Nachweis der Amputation infolge medizinischer Indikation oder nachweisliches Kupieren vor Inkrafttreten der Bestimmungen).

„Das Kupieren der Ohren eines Dobermann fügt dem Tier langanhaltende Schmerzen zu, die nicht auf einem vernünftigen Grund beruhen. Die Maßnahme ist deshalb tierschutzwidrig und strafbar. Dies gilt auch dann, wenn der Eingriff an den Ohren nicht in Deutschland, sondern im Ausland vorgenommen wurde, wo dies noch erlaubt ist. Denn wer seinen Hund nur deshalb kurzfristig ins Ausland bringt, um dort die Ohren kupieren zu lassen, macht sich strafbar, weil der Hund die Schmerzen nicht nur unmittelbar beim Eingriff hat. Diese Schmerzen dauern vielmehr noch mehrere Wochen während der Nachbehandlung (2-4 Wochen) an. Ein vernünftiger Grund für das Kupieren der Ohren liegt im Sinne des Tierschutzgesetzes nicht vor“

### Kupieren der Rute
Für das Kupieren der Rute (lat. Kaudektomie) werden von Befürwortern verschiedene Gründe angeführt. Zum Beispiel soll bei kurzhaarigen Rassen ein Verletzungsrisiko vermieden werden durch Anschlagen des von Fell nur ungenügend gepolsterten Schwanzes. Jagdlich geführten Hunden soll bei der Arbeit im dichten Holz eine höhere Beweglichkeit ermöglicht werden, deshalb darf dieser Eingriff bei solchen Tieren in Deutschland auch heute noch durchgeführt werden. Eine kupierte Rute benachteiligt den Hund aber in Sachen Gesten der Verständigung und bei der Bewegung wie beim Lauf durch Kurven, bei Sprüngen usw. Das Kupieren der Rute bei Hunden ist in Deutschland laut § 6 des Tierschutzgesetzes, bis auf die in Absatz 1a und 1b genannten Ausnahmen, verboten.
Das Kupieren der Rute bei Hunden wird in einem Alter von 1–3 Tagen vorgenommen, heutzutage meist unter Vollnarkose. Durch wissenschaftliche Untersuchungen wurde die Behauptung widerlegt, dass sehr junge Hunde keine Schmerzen hätten (wenn dies ohne Narkose durchgeführt wird). Danach empfinden neugeborene Hunde Schmerzen wesentlich stärker als ausgewachsene Hunde. Bei dem Eingriff wird die Haut zirkulär mit einem Skalpell eingeschnitten und zurückgezogen und der Schwanz wird zwischen den Wirbeln gekappt. Ein Vernähen ist in der Regel nicht notwendig, da sich die Wunde innerhalb kurzer Zeit verschließt, wird aber heutzutage dennoch oft durchgeführt. Bei älteren Hunden ist das Kupieren des Schwanzes ein weitaus aufwändigeres Operationsverfahren. Es bedarf neben einer adäquaten Schmerz- oft auch einer auf den Eingriff folgenden Antibiotikatherapie.
Bei einem anderen Verfahren bewirkt ein straffes Gummiband das Absterben der Rute. Diese Methode wird von englischen Züchtern angewendet. Das Gummiband unterbricht die Blutzufuhr zum Rutenende hin und führt so zur Bildung einer Gangrän. Nach zwei bis drei Tagen fällt der abgestorbene Teil der Rute ab.

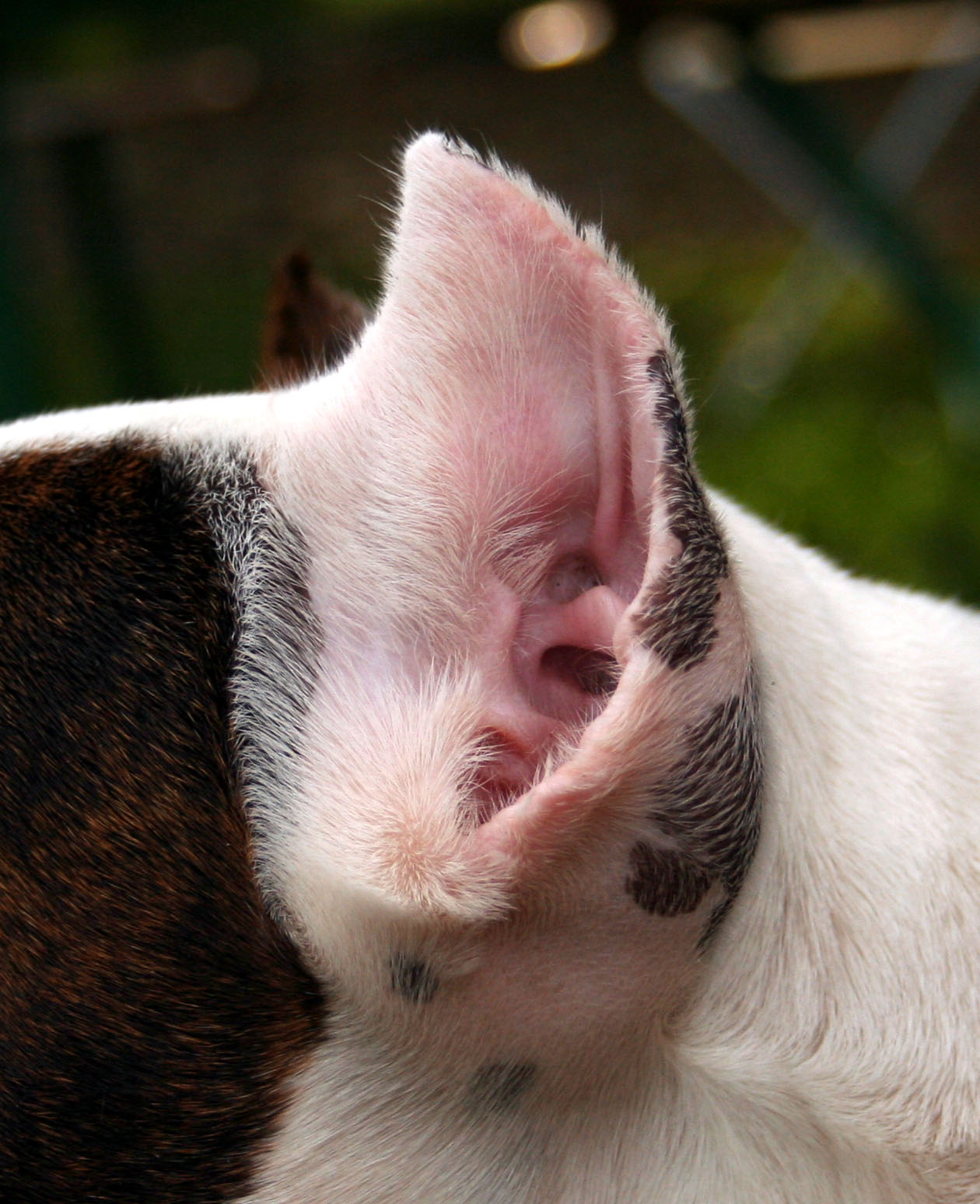
Kupiertes Ohr bei einem American Staffordshire Terrier

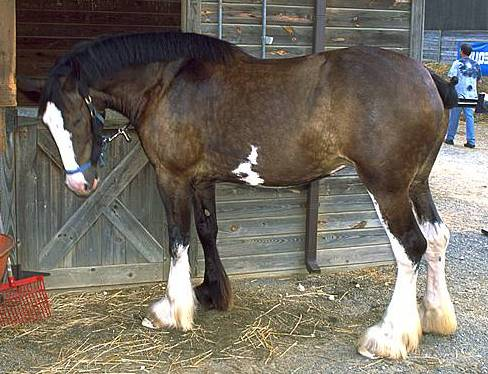
Kupierte Schweifrübe

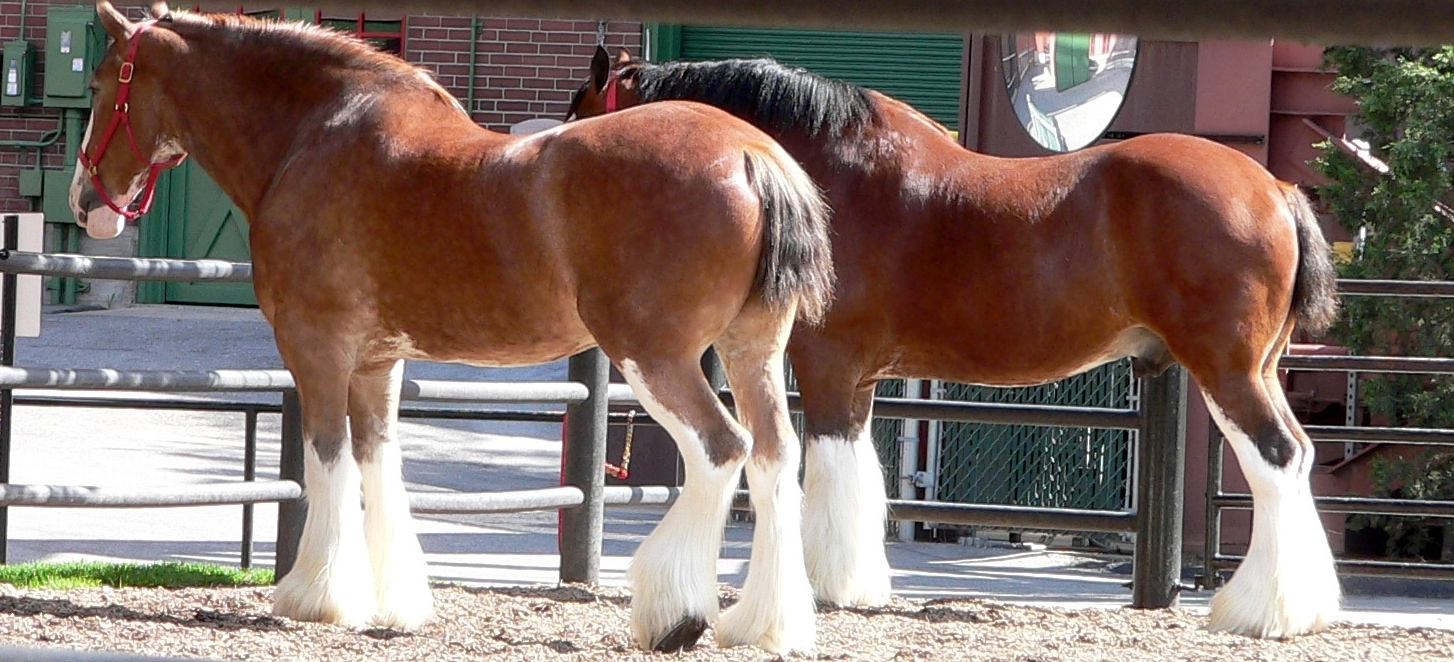
Kurzgeschnittene Schweife

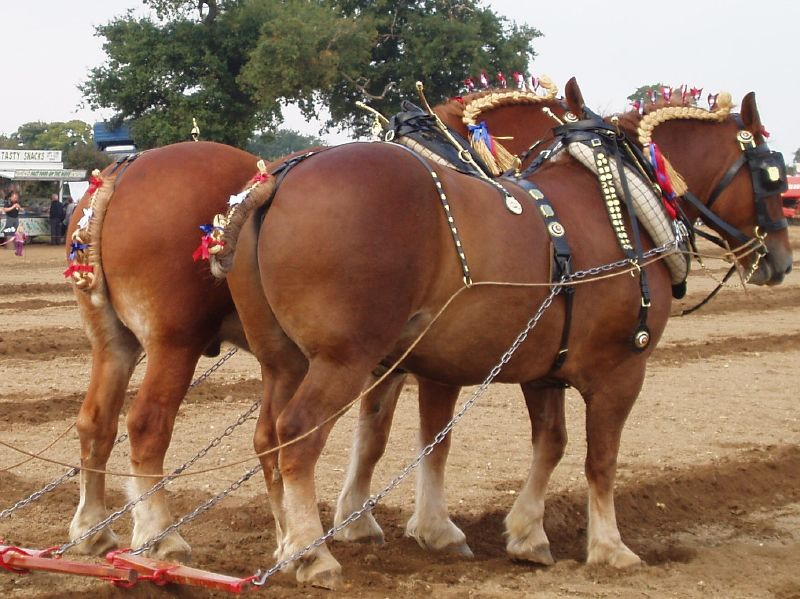
Eingeflochtene Schweife

### Kupieren der Ohren
Beim Kupieren der Ohren wird das Ohr in einer Metallklemme („Kluppe“) eingeklemmt. Nachdem das Ohr beschnitten wurde, werden die Ränder vernäht, damit sich ein Wundrand bildet. Die Ohren werden dann unter Spannung über den Kopf des Hundes mit Klebeverband befestigt, damit sich die Wundränder nicht zusammenziehen können und somit die neue Form der Ohren beeinträchtigt wird. Infektionen kann durch eine Antibiotikatherapie vorgebeugt werden.
Nach einer Woche werden dann die Ohren für mehrere Wochen bis Monate in einem Gestell, welches auf dem Kopf platziert wird, eingespannt oder mittels Tampons hochgeklebt, da der Knorpel des Ohres nicht hart genug ist, um das Ohr in aufrechter Position zu halten. Dieser Vorgang ist zum Teil langwierig, wenn das Ohr nicht adäquat kupiert wurde. Ohren, die nach dem Kupieren nicht zum Stehen kommen, werden z. B. durch Einsetzen von Silikonstäbchen stabilisiert, ebenso werden Muskelstraffungen am Kopf oder Hautentfernungen durchgeführt.

### Ausstellungsverbot
Seit 2002 gilt beim Verband für das Deutsche Hundewesen (VDH) ein Ausstellungsverbot für Hunde aus dem In- und Ausland, deren Ohren nach dem 1. Januar 1987 kupiert wurden oder deren Rute nach dem 1. Juni 1998 amputiert wurde.
In der Schweiz wurde das Ausstellungsverbot von der Schweizerischen Kynologischen Gesellschaft (SKG) im Jahr 2006 eingeführt und betrifft auch ausländische Hundehalter, welche zuvor mit ihren Hunden für Ausstellungen in der Schweiz zugelassen waren.
In Österreich gilt seit 2014 ein Prüfungsverbot für kupierte Jagdhunde, seit 2005 ist das Kupieren der Rute dort verboten. Das Tierschutzgesetz, das am 29. Dezember 2012 in Kraft getreten ist, legt in § 7 außerdem fest, dass verboten sind: das „Ausstellen, der Import, der Erwerb, die Vermittlung und die Weitergabe von Hunden, die nach dem 1. Januar 2008 geboren und an deren Körperteilen Eingriffe vorgenommen wurden, die in Österreich verboten sind“.

### Rassestandards
Der Vorstand der FCI legte 2010 fest, dass Formulierungen, die chirurgische Eingriffe verlangen, in allen FCI-Standards abgelehnt werden, und nahm diesen Hinweis in den Modellstandard der FCI auf.

## Pferde
Fahrpferden im schweren Zug und manchen anderen Pferden wurden früher regelmäßig die Schweifrüben kupiert. Das galt vor allem bei Kaltblutpferden zum Teil als ästhetisch, weil dadurch ihre massive und aufgrund der Muskeln „gespalten“ wirkende Kruppe („Spaltkruppe“) betont wurde.
Außerdem verringert Kupieren die Gefahr, dass bei Fahrpferden die Leinen eingeklemmt wurden. Allerdings wurde Warmblütern, die als Fahrpferde eingesetzt wurden, fast nie die Schweifrübe kupiert.
Das Einklemmen der Schweifhaare kann durch Kurzschneiden der Schweife oder vergleichsweise zeitintensives Einflechten der Schweifhaare verhindert werden. Im Polo ist das Einbinden der Schweife üblich.
In verschiedenen Ländern der EU ist das Kupieren bei Pferden verboten, außer in Fällen medizinischer Notwendigkeit. Dazu gehören Deutschland (Tierschutzgesetz § 6), Österreich (Tierschutzgesetz) und die Schweiz (Tierschutzverordnung). Pferde mit kupierten Schweifen dürfen auf Schauen der Verbotsländer, einschließlich Körungen, oft nicht mehr vorgestellt werden.

## Rinder
Nach § 6 TierSchG ist es in Deutschland erlaubt, die Schwänze von unter drei Monate alten männlichen Kälbern zu kürzen, wenn belegt wird, dass dies zur Tiernutzung notwendig ist. Ein legitimer Grund ist das Verhindern von Kannibalismus in der Intensivhaltung von Rindern. Bei Vorliegen einer tierärztlichen Indikation, die den Eingriff gebietet, besteht im Einzelfall eine Ausnahme vom Amputationsverbot.

## Schafe
In der Schweiz wurde das betäubungslose Schwanzkürzen bei Lämmern ab dem 1. Februar 2025 verboten, mit einer Übergangsfrist von 15 Jahren.

## Schweine

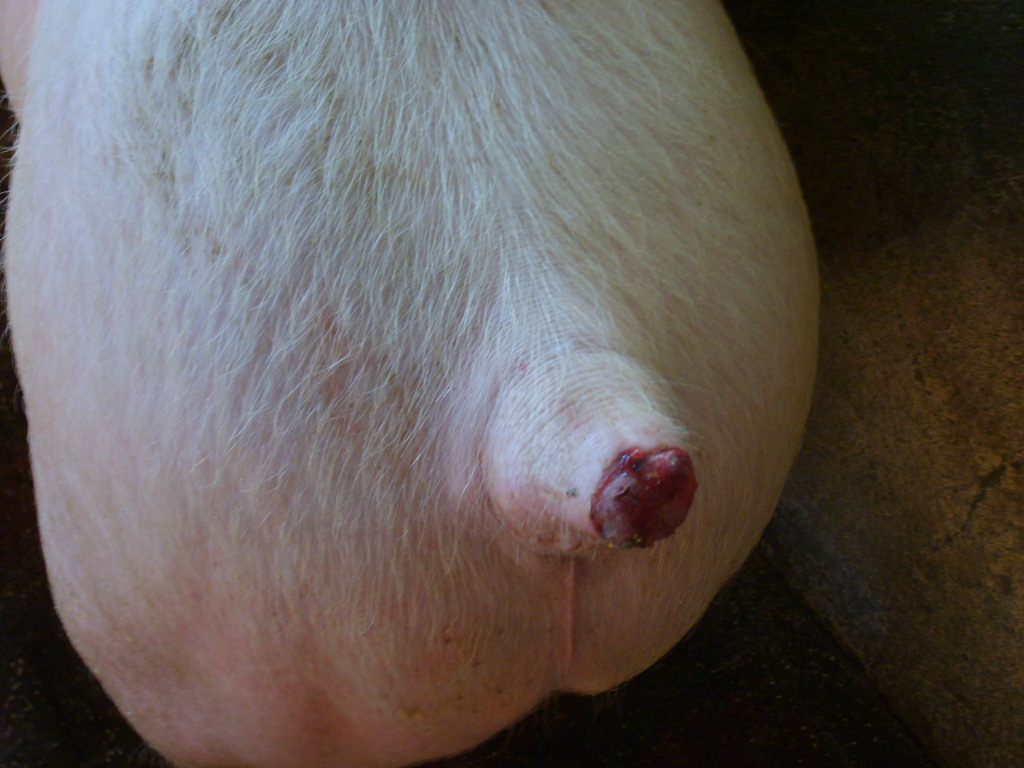
Abgebissener Schwanz bei einem Schwein: der Grund für das Kupieren

Um dem Schwanzbeißen in der Intensivtierhaltung vorzubeugen, werden Schwänze von Schweinen nach wenigen Lebenstagen kupiert. Gemäß § 5 Tierschutzgesetz (Deutschland) ist in Deutschland für das Kürzen des Schwanzes von unter vier Tage alten Ferkeln eine Betäubung nicht erforderlich. Der Eingriff darf nur durch einen Tierarzt oder eine in Tierschutzaspekte eingewiesene mit Schweinen umgehende Person erfolgen. Bei älteren Tieren muss eine Narkose erfolgen oder es müssen schmerzstillende Mittel verabreicht werden.
Tierrechtsorganisationen wie die Albert Schweitzer Stiftung für unsere Mitwelt fordern ein Verbot des Kupierens von Schwänzen, da den Schweinen durch den Eingriff akute und zum Teil auch chronische Schmerzen entstehen. Sie kritisieren, dass die Tiere durch das Kupieren an die schlechten Haltungsbedingungen in der Massentierhaltung angepasst würden und stattdessen eine Verbesserung der Haltungsbedingungen selbst angebracht sei. Im April 2022 hat ein Strafgericht in Moulins (Allier) einen Schweinehalter zu einer Geldstrafe von 50.000 Euro (die Hälfte davon auf Bewährung) wegen Tierquälerei verurteilt, da er routinemäßig Schweineschwänze gekürzt hat. Die Tierrechtsorganisation L214 hat im Vorfeld entsprechendes Videomaterial veröffentlicht. Die Europäische Kommission habe Frankreich diesbezüglich bereits im Jahr 2020 eine Abmahnung erteilt.

## Geflügel
In der heutigen Intensivtierhaltung kann es bei den Tieren zu einem Verhalten kommen, bei dem sich die Tiere gegenseitig Körperteile (Ohren, Schwänze …) abbeißen. Dem wird unter anderem dadurch begegnet, dass dem Geflügel die Schnäbel kupiert werden. Nach § 6 TierSchG ist dies in Deutschland erlaubt, wenn glaubhaft gemacht werden kann, dass den Tieren ohne Kupieren größerer Schaden droht. Erfahrungen aus Österreich zeigen jedoch, dass andere Methoden erfolgreicher sind.

## Ähnliche Fälle
In einigen vergleichbaren Fällen spricht man nicht oder nur ausnahmsweise von Kupieren.

### Enthornung bei Rindern

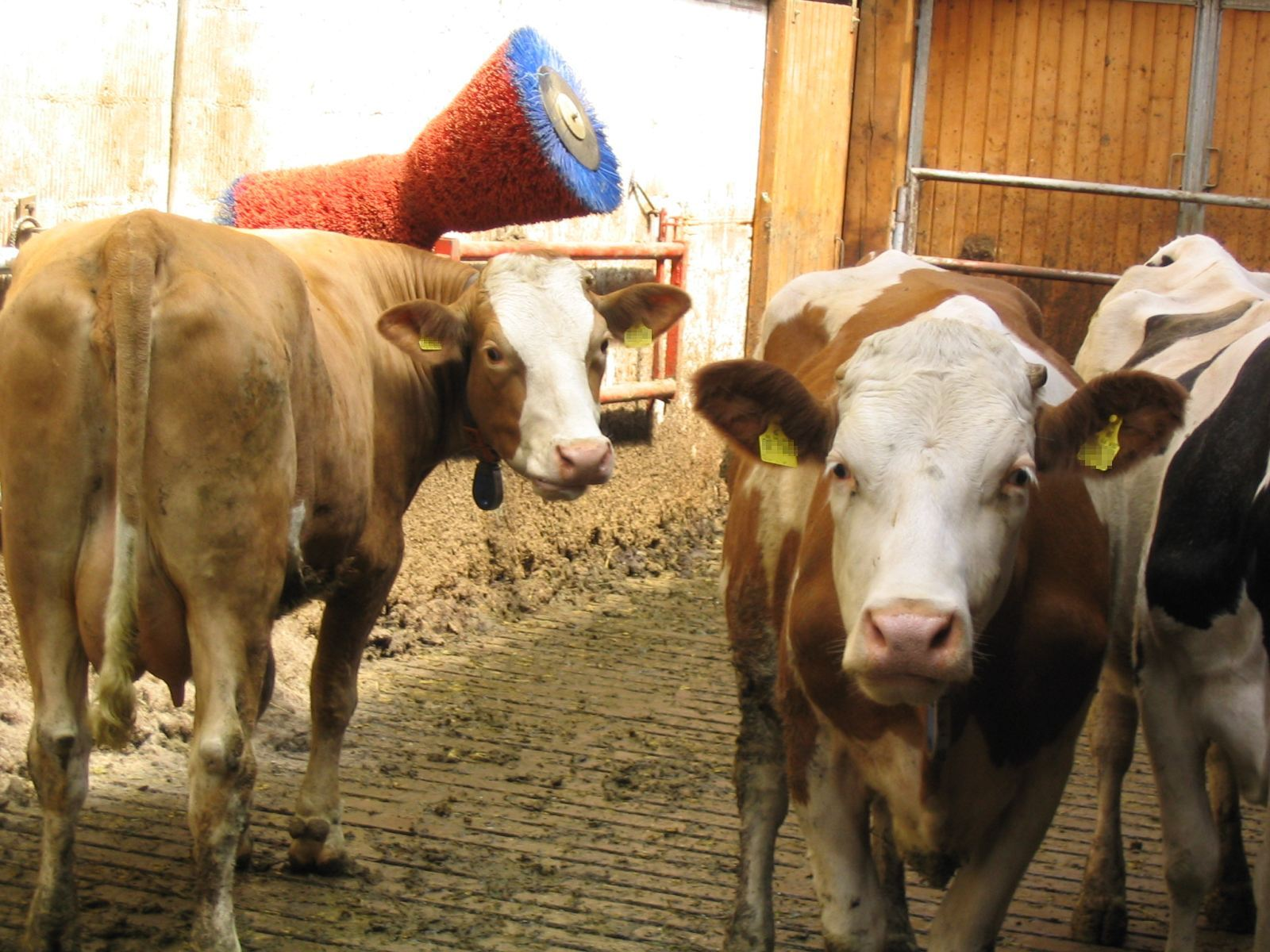
Enthornte Rinder

Das übliche Enthornen von Kälbern ist gesetzlich erlaubt, obwohl immer wieder darauf hingewiesen wird, dass die Hörner für das Rind eine wichtige Funktion besitzen (Herdenverhalten, Rangordnung, Milchqualität) und das Enthornen Auswirkung auf die gesamte Physis des Tieres hat. Diesem entgeht man heute dadurch, dass vermehrt hornlose Rinderrassen gezüchtet werden. Die Altersgrenze für das betäubungslose Enthornen liegt in Deutschland bei sechs Wochen, in Österreich bei zwei Wochen.

### Entfernen von Krallen
Das Entfernen der Krallen von Katzen ist in verschiedenen Ländern der EU verboten und gilt als Tierquälerei.

### Entfernen von Stimmbändern
Das operative Entfernen der Stimmbänder bei Versuchstieren ist in der EU verboten.

## Belege
1. ↑  W. Erhardt, J. Henke, J. Haberstroh: Anästhesie und Analgesie beim Klein- und Heimtier. Schattauer, Stuttgart/New York 2004, ISBN 3-7945-2057-2, S. 371.
2. ↑  Ausstellungsverbot für kupierte Hunde
3. ↑  Prüfungsverbot für kupierte Jagdhunde. Bund Österreichischer Jagdvereinigungen. 6. Mai 2013.
4. ↑  Modellstandard der FCI
5. ↑  Tierschutzgesetz (TSchG) § 7
6. ↑  Tierschutzverordnung. 2. Kapitel: Tierhaltung und Umgang mit Tieren, 3. Abschnitt: Verbotene Handlungen, Art. 21.a. Stand 1. September 2008 (abgerufen am 23. Oktober 2008)
7. ↑  Jasmine Baumann: Schwanzkürzen bei Lämmern wird verboten. In: schweizerbauer.ch. 31. Januar 2025, abgerufen am 31. Januar 2025.
8. ↑  Schutz von Schweinen. Zusammenfassung der Gesetzgebung. In: EUR-Lex. Amt für Veröffentlichungen der Europäischen Union, abgerufen am 28. Oktober 2021.
9. ↑  Richtlinie 2008/120/EG des Rates vom 18. Dezember 2008 über Mindestanforderungen für den Schutz von Schweinen
10. ↑  Massentierhaltung – Schweine. Vermeidbarkeit und Forderungen. Albert Schweitzer Stiftung für unsere Mitwelt, abgerufen am 8. Dezember 2015.
11. ↑  Wegen Schwanzkupierens als Tierquäler verurteilt. In: schweizerbauer.ch. 10. April 2022, abgerufen am 11. April 2022.
12. ↑  Niedersächsisches Ministerium für Ernährung, Landwirtschaft und Verbraucherschutz vom 8. Juli 2013: Niedersachsen stoppt Schnabelkürzen bei Legehennen
13. ↑  § 5 Tierschutzgesetz
14. ↑  ris.bka.gv.at